# Luftenberg an der Donau
Luftenberg an der Donau är en ort och kommun  i Österrike. Den ligger i distriktet Perg i förbundslandet Oberösterreich, 140 kilometer väster om huvudstaden Wien. 
Kommunen består av åtta orter (Ortschaften) (inom parentes invånarantal 1 januari 2024):

- Abwinden (1 164)
- Forst (112)
- Gröbetsweg (143)
- Knierübl (294)
- Luftenberg (1 572)
- Pürach (111)
- Statzing (818)
- Steining (105)